# Чемпионат Германии по фехтованию
Чемпионат Германии по фехтованию — ежегодное соревнование по фехтованию, которое проводится с 1896 года.

## Список чемпионов Германии в личных первенствах
| Год  | Рапира мужчины     | Рапира женщины      | Шпага мужчины    | Шпага женщины     | Сабля мужчины   | Сабля женщины      |
| 2004 | Петер Йоппих       | Аня Мюллер          | Свен Шмид        | Имке Дуплитцер    | Кристиан Краус  | Зандра Бенад       |
| 2005 | Беньямин Клайбринк | Катья Вехтер        | Тильман Фетцер   | Клаудиа Бокель    | Кристиан Краус  | Зибилле Клемм      |
| 2006 | Петер Йоппих       | Анья Шахе           | Мартин Шмитт     | Имке Дуплитцер    | Николас Лимбах  | Александра Буйдосо́ |
| 2007 | Петер Йоппих       | Катья Вехтер        | Вольфганг Райх   | Клаудиа Бокель    | Николас Лимбах  | Штефани Кубисса    |
| 2008 | Беньямин Клайбринк | Анья Шахе           | Свен Шмид        | Беате Христман    | Иоганнес Клебес | Александра Буйдосо́ |
| 2009 | Ральф Биссдорф     | Катья Вехтер        | Йорг Фидлер      | Беате Христман    | Николас Лимбах  | Александра Буйдосо́ |
| 2010 | Беньямин Клайбринк | Каролин Голубицкий  | Мартин Шмитт     | Имке Дуплитцер    | Бьёрн Хюбнер    | Штефани Кубисса    |
| 2011 | Беньямин Клайбринк | Каролин Голубицкий  | Кристоф Кнайп    | Бритта Хайдеман   | Николас Лимбах  | Александра Буйдосо́ |
| 2012 | Мориц Крёплин      | Каролин Голубицкий  | Штеффен Лаунер   | Рикарда Мультерер | Николас Лимбах  | Штефани Кубисса    |
| 2013 | Петер Йоппих       | Каролин Голубицкий  | Кристоф Кнайп    | Рикарда Мультерер | Бенедикт Вагнер | Штефани Кубисса    |
| 2014 | Мориц Крёплин      | Зандра Бингенхаймер | Николаус Бодокци | Беате Христман    | Матьяш Сабо     | Зибилле Клемм      |
| 2015 | Петер Йоппих       | Зандра Бингенхаймер | Константин Бём   | Имке Дуплитцер    | Матьяш Сабо     | Анна Лимбах        |